# Pic à face rouge
Chrysocolaptes erythrocephalus
Espèce
Statut de conservation UICN

 EN C2a(i) : En danger
Le pic à face rouge (Chrysocolaptes erythrocephalus) est une espèce d'oiseaux de la famille des Picidae. Cette espèce était considérée comme une sous-espèce de Chrysocolaptes lucidus.